# Маловільшанська сільська територіальна громада
Маловільшанська сільська територіальна громада — територіальна громада в Україні, в Білоцерківському районі Київської області. Адміністративний центр — село Мала Вільшанка.
Утворена 12 червня 2020 року шляхом об'єднання Биково-Гребельської, Коженицької, Маловільшанської, Озернянської, Поправської, Потіївської, Сорокотязької, Фастівської, Фесюрівської, Чупирянської сільських рад Білоцерківського району та Тадіївської сільської ради Володарського району.

## Населені пункти
У складі громади 21 село:
- Бакали
- Бикова Гребля
- Гайок
- Клочки
- Коженики
- Коржівка
- Мала Вільшанка
- Межове
- Одноріг
- Озерна
- Поправка
- Потіївка
- Сорокотяги
- Тадіївка
- Тарасівка
- Фастівка
- Фесюри
- Черкас (Биково-Гребельський старостинський округ)
- Черкас (Поправський старостинський округ)
- Чупира
- Щербаки

## Старостинські округи
- Бакальський
- Биковогребельський[2]
- Озерянський
- Поправський
- Потіївський
- Сорокотязький
- Тадіївський
- Фастівський
- Чупирянський[3]